# 哈丁縣 (伊利諾伊州)
哈丁縣（英語：Hardin County）是位於美国伊利诺伊州東南部的一個縣，東、南隔俄亥俄河與肯塔基州相望，面積470平方公里。根據2020年美國人口普查，共有人口3,649人。縣治伊莉莎白鎮（Elizabethtown）。該縣成立於1839年3月2日，縣名來自肯塔基州同名的縣（紀念首任美國獨立戰爭軍官約翰·哈丁）。